# JD Cullum
John David Cullum (* 1. März 1966 in New York City, New York) ist ein US-amerikanischer Filmschauspieler und Theaterintendant.
Cullum wurde als Sohn des Tony-Award-Preisträgers John Cullum (* 1930) und der Choreographin und Tänzerin Emily Frankel geboren. Er ist Mitglied der Antaeus Company, einer Gruppe von Schauspielern, die im Raum von Los Angeles Theaterstücke inszenieren. Zwei von Cullums Stücke wurden so in Los Angeles produziert. Seit 1986 steht Cullum auch vor der Filmkamera.

## Filmografie (Auswahl)

### Fernsehserien
- 1991: Raumschiff Enterprise: Das nächste Jahrhundert (Star Trek: The Next Generation, 2 Folgen)
- 1994: Superman – Die Abenteuer von Lois & Clark (Lois & Clark: The New Adventures of Superman, eine Folge)
- 1994: Eine schrecklich nette Familie (Married with Children, eine Folge)
- 1999: Sliders – Das Tor in eine fremde Dimension (Sliders, eine Folge)
- 2000: Chicago Hope – Endstation Hoffnung (Chicago Hope, eine Folge)
- 2000–2005: Für alle Fälle Amy (Judging Amy, 3 Folgen)
- 2001: New York Cops – NYPD Blue (NYPD Blue, eine Folge)
- 2002: Frasier (eine Folge)
- 2004: 24 (eine Folge)
- 2006: Charmed – Zauberhafte Hexen (Charmed, eine Folge)
- 2007: Emergency Room – Die Notaufnahme (ER, eine Folge)
- 2008: Medium – Nichts bleibt verborgen (Medium, eine Folge)
- 2012: The Newsroom (eine Folge)
- 2014: Bones – Die Knochenjägerin (Bones, 2 Folgen)

### Spielfilme
- 1986: Manhattan Project – Der atomare Alptraum (The Manhattan Project)
- 1989: Glory
- 1992: Forever Young
- 2008: Ein verlockendes Spiel (Leatherheads)
- 2013: Lone Ranger (The Lone Ranger)